# Jane Eyre (film 1921)
Jane Eyre è un film del 1921 diretto da Hugo Ballin. Nona versione del romanzo omonimo di Charlotte Brontë, è interpretato da Mabel Ballin (moglie del regista) e da Norman Trevor nel ruolo di Rochester.

## Trama
Jane Eyre, dopo una dura infanzia passata da parenti che non la amano, diventa insegnante e trova lavoro presso una ricca famiglia. La sua acuta intelligenza provocherà l'interesse del suo datore di lavoro, Rochester, che la chiederà in moglie. Ma l'uomo è già - infelicemente - legato a un'altra donna, una moglie pazza che non vuole lasciarlo. La tragedia si consuma quando la moglie darà fuoco alla loro residenza, morendo nel rogo. Rochester perde la vista e Jane, che l'aveva lasciato dopo aver scoperto che era già sposato, ritorna da lui.

## Produzione
Il film fu prodotto da Hugo Ballin per la sua compagnia, la Hugo Ballin Productions.

## Distribuzione
Distribuito dalla W.W. Hodkinson, il film uscì nelle sale cinematografiche USA il 6 novembre 1921.